# Oljei Bugha Sulduz
Oljei Bugha Sulduz (Eltxi Bugha Sulduz) (el nom apareix com Oljei, Oljai, Eltxi, Altxi, Elchi etc...) fou un amir dels Sulduz, però cap d'una secció separada de la principal (la principal estava establerta a Shadman i el Caghaniyan). El seu tuman pasturava per la regió de Balkh i el Bakelan.
Aquest territoris li foren confirmats en el repartiment del 1359, però després ja no torna a ser esmentat. No obstant es segur que el tuman va conservar gairebe sempre la possessió perquè el 1364 s'esmenta aquest tuman a la regió de Balkh, quan l'amir era probablement Mengli Bugha Suldus, que tenia seu a la fortalesa d'Uljau i era probablement germà o fill d'Oljei Bugha.
Vers el 1360, a proposta de Tamerlà, Bugha va anar al Badakhxan, d'on es va retirar Buyan Sulduz que va fer un acord amb els prínceps de Badakhxan i va retornar a Shadman. Les terres deixades lliures per Bugha al Bakelan foren ocupades per Hajji Azdi Apardi establert a Shumergan. No se sap que va passar però és possible que Eltxi Bugha morís en la lluita al Badakhxamn perquè poc després Tamerlà enviava a aquesta regió muntanyosa a Amir Husayn mentre que no gaire més tard Balkh apareix en mans altre cop del tuman secundari dels sulduz. Els Sulduz que havien marxat al Badakhxan devien tornar i aliats als seus parents de Shadman liderats per Buyan Sulduz, haurien reconquerit Balkh i el Bakelan.